# Southwold (Ontario)
Southwold to gmina (ang. township) w Kanadzie, w prowincji Ontario, w hrabstwie Elgin.
Powierzchnia Southwold to 301,71 km².
Według danych spisu powszechnego z roku 2001 Southwold liczy 4487 mieszkańców (14,87 os./km²).

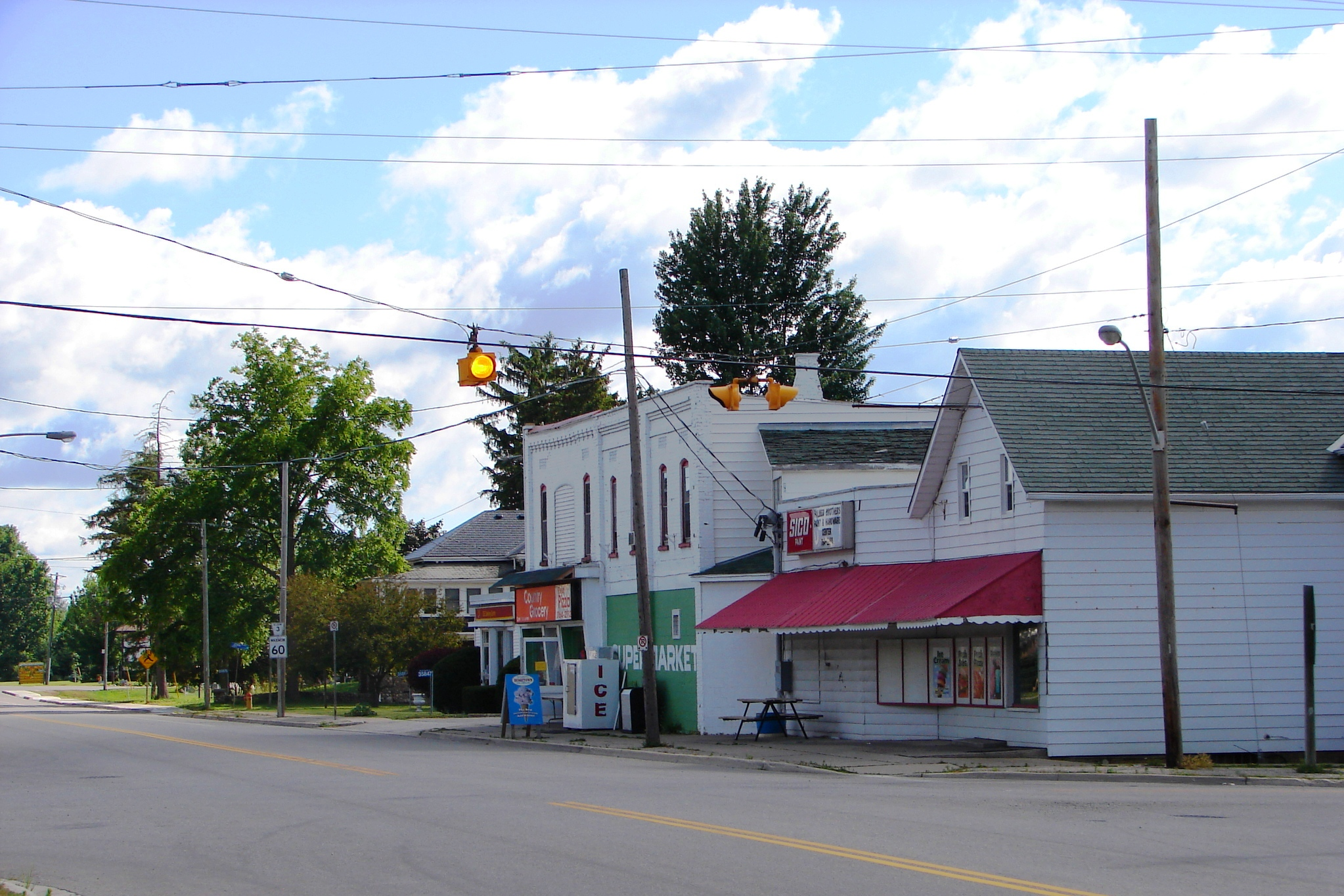
Shedden